# Bundesstraße 74
De Bundesstraße 74 (ook wel B74) is een Bundesstraße in de Duitse deelstaten Nedersaksen en Vrije Hanzestad Bremen.
De weg begint in Berne en loopt verder via de steden Bremen en Bremervörde naar Stade. De weg is 98 kilometer lang.

## Hoofdbestemmingen
- Berne
- Bremen
- Ritterhude
- Basdahl
- Bremervörde
- Stade

B1 · B3 · B3n · B4 · B5 · B6 · B6n · B27 · B51 · B61 · B64 · B65 · B68 · B69 · B70 · B71 · B72 · B73 · B74 · B74n · B75 · B79 · B80 · B82 · B83 · B188 · B190n · B191 · B195 · B207 · B209 · B210 · B211 · B212 · B213 · B214 · B215 · B216 · B217 · B218 · B238 · B239 · B240 · B241 · B242 · B243 · B243a · B244 · B245a · B247 · B248 · B322 · B401 · B402 · B403 · B404 · B408 · B431 · B433 · B434 · B435 · B436 · B437 · B438 · B439 · B440 · B441 · B442 · B443 · B444 · B445 · B446 · B447 · B461 · B475 · B482 · B490 · B493 · B494 · B495 · B496 · B497 · B524 · B530